# 对氨基苯胂酸
对氨基苯胂酸，俗称对阿散酸、阿散酸（Arsanilic acid），一种有机砷化合物，是苯胂酸苯环4-位被氨基取代形成的化合物。

## 性质
无色或白色针状晶体。几乎无臭。有毒。不溶于稀无机酸、丙酮、乙醚、氯仿、苯，微溶于冷水、乙醇、乙酸，溶于热水、碳酸碱溶液、浓无机酸溶液、戊醇。 主要以两性离子形式（{\displaystyle {\rm {\ H_{3}N^{+}C_{6}H_{4}AsO_{3}H^{-}}}}）存在。

## 制取
- Béchamp反应：由 Antoine Béchamp 于1859年发明。

苯胺与五氧化二砷（砷酸）反应胂化，得对氨基苯胂酸。
{\displaystyle {\rm {\ C_{6}H_{5}NH_{2}+H_{3}AsO_{4}\rightarrow H_{2}O_{3}AsC_{6}H_{4}NH_{2}+H_{2}O}}}
- 还原法

由对硝基苯胂酸经铁粉还原而得。 对硝基苯胂酸可通过对硝基苯胺重氮化、胂化制得。

## 用途
用作饲用抗菌素、医药中间体和分析试剂。早期曾用于治疗皮肤病。